# Quinta presidencial de Olivos

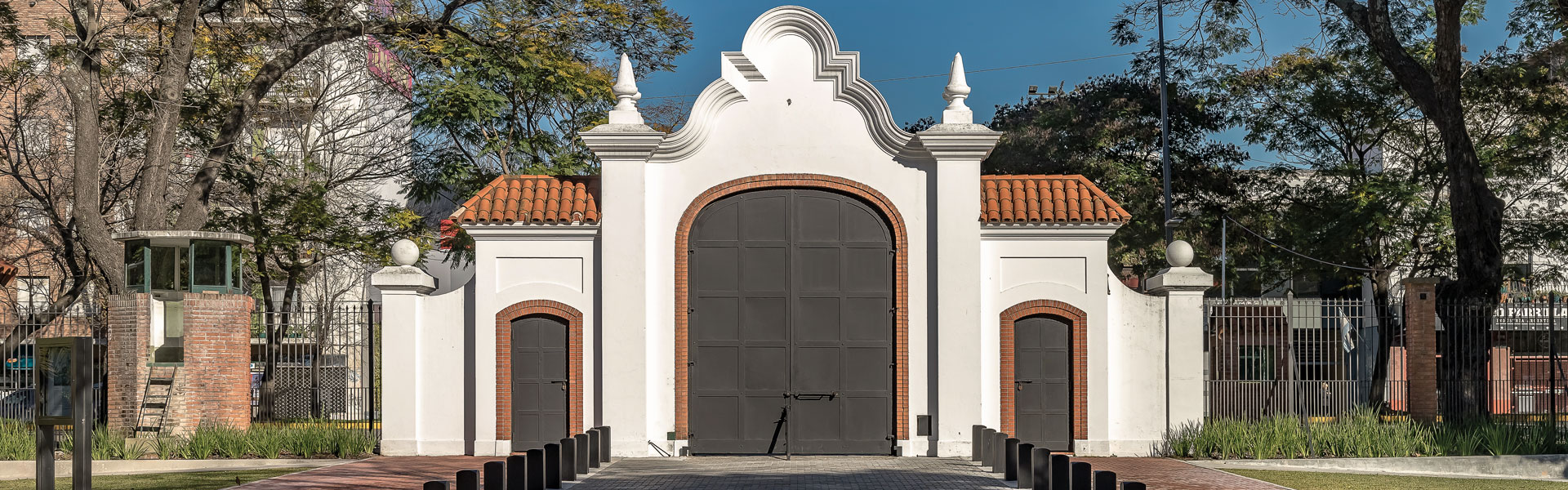
Entrada principal a Quinta de Olivos.

La Quinta presidencial de Olivos, también llamada Quinta de Olivos, es la principal residencia oficial del presidente de la Nación Argentina. Ocupa un predio de 30 hectáreas situado en la localidad de Olivos, Vicente López, en la zona norte del área metropolitana de Buenos Aires, a 3,2 kilómetros (5-6 minutos en automóvil) de su acceso más cercano a la Ciudad Autónoma de Buenos Aires.  La construcción de la casa presidencial fue realizada en 1854 por Prilidiano Pueyrredón, miembro de una de las familias patricias de San Isidro, e hijo de Juan Martín de Pueyrredón.   Dieciséis familias presidenciales, contando la actual, han vivido en Olivos durante los últimos 60 años. Juan Domingo Perón fue el único presidente que murió allí el 1 de julio de 1974. Actualmente vive en ella el Presidente de la Nación Javier Milei.

## Historia
El primer dueño fue Rodrigo de Ibarola.  Los primeros fraccionamientos de tierra fueron realizados por Juan de Garay en 1580, y en gran parte se mantiene el formato original de los mismos.

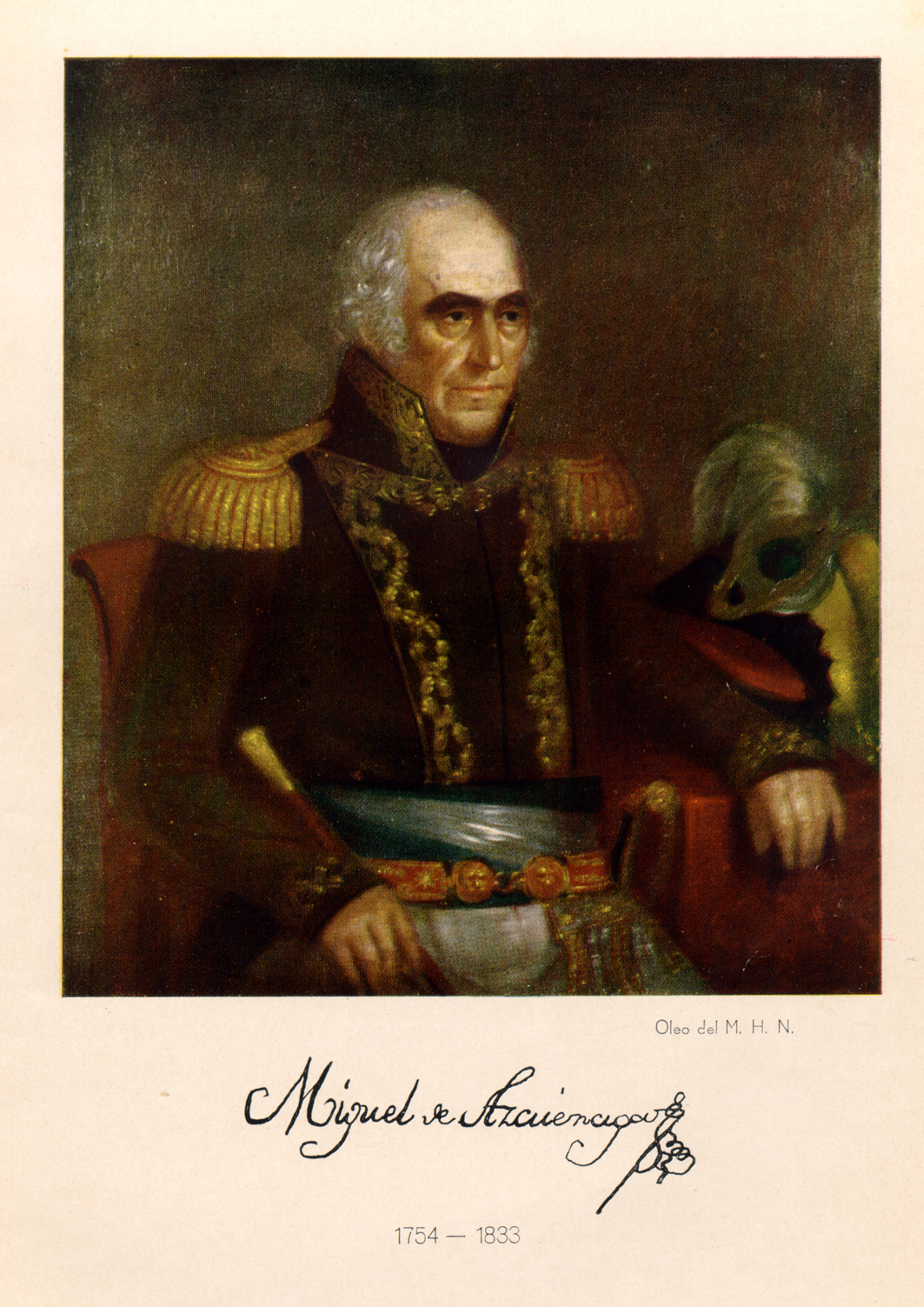
Miguel de Azcuénaga y Basavilbaso. Óleo del Museo Histórico Nacional.

La quinta perteneció al brigadier Miguel de Azcuénaga, casado con su prima hermana, Justa Rufina Basavilbaso y Garfias.
Miguel de Azcuénaga, Miguelito ―como le decía su cuñado Gaspar de Santa Coloma―, hizo construir la casa que aún hoy se conserva. El arquitecto fue Prilidiano Pueyrredón.
La hermana de Miguel, Flora de Azcuénaga y Basavilbaso, era dueña de la quinta vecina, bautizada San Antonio por su marido, Gaspar de Santa Coloma que le había puesto este nombre dado que su padre se llamaba Juan Antonio de Santa Coloma, al igual que su hermano, quienes eran devotos de San Antonio (Abad), como la mayoría de los vascos del pueblo natal de Gaspar, Arceniega, y otros tantos pueblos del Camino de Santiago. Gaspar, siendo uno de los hombres más ricos del virreinato, fue el albacea testamentario de Vicente de Azcuénaga (padre de Miguel), y se encargó de educar y criar a las familias de Azcuénaga y Basavilbaso, cuyos hijos quedaron huérfanos siendo jóvenes. Cuando murieron los padres de Justa Rufina Basavilbaso, Gaspar la convenció de que casarse con su primo hermano Miguel de Azcuénaga, y es así que al poco tiempo contrajeron matrimonio. Otros notables criollos que también se criaron y educaron en lo de Gaspar fueron Martín de Álzaga y el padre de Esteban Echeverría, además de sus numerosos sobrinos. Así, el clan Santa Coloma-Azcuénaga-Basavilbaso fue el más poderoso del virreinato. Incluyó al virrey Olaguer Feliú, casado con Anita de Azcuénaga, la primera virreina criolla. Precisamente uno de sus descendientes, Carlos Villate Olaguer (Olaguer Feliú), fue quien donó la «Chacra de Olivos», y también a la familia Urien, ya que Domingo Ignacio Urien (del señorío de Vizcaya), estaba casado con la hermana de Rosita, María Victoria Basavilbaso (siendo sus padrinos de bodas Don Miguel de Azcuénaga y Doña Rosa Basavilbaso).

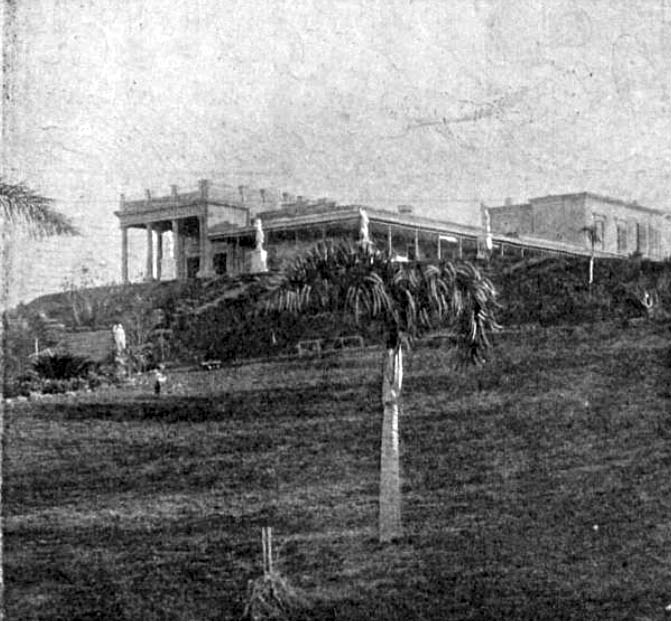
La quinta en 1898.

## El legado
Miguel de Azcuénaga murió en 1833 y la propiedad fue heredada por su hijo, Miguel José de Azcuénaga, que creó una cabaña para criar animales y realizó una importante refacción en la casa con la ayuda de su amigo, el arquitecto y pintor Prilidiano Pueyrredón.
Como no tuvo hijos, a su muerte la propiedad pasó a manos de uno de sus sobrinos, Antonio Olaguer Feliú y Azcuénaga, que era ciego, al igual que varios miembros de la familia. Soltero y sin sucesión, Antonio falleció en 1903 legando la quinta a su sobrino y ahijado Carlos Villate Olaguer (soltero y sin hijos), quien al responder al prestigio de su bisabuelo materno y también a la tradición altruista y generosa de los Azcuénaga, como digno descendiente de Caballeros de la Banda, hijos del solar de Durango (en Vizcaya), realizó su legado de la Chacra de Olivos al «Superior Gobierno de la Nación Argentina», con la condición de que fuera la residencia presidencial y que no fuera deshabitada por más de 30 días seguidos. En efecto, siendo joven, pero sintiendo declinar su salud (murió a los cuarenta y seis años), hizo un testamento en el que expresaba que su voluntad era ceder la residencia al Gobierno nacional, para que allí hicieran la «quinta presidencial», y agregó:

...En caso que el gobierno no aceptara esta donación, es mi voluntad que sea construido un gran parque, dándolo al Gobierno nacional para beneficio público.

Es así que el presidente de Argentina está obligado a vivir en ella, para que el legado no se pierda; de lo contrario, volvería la propiedad a los descendientes del clan Azcuénaga-Basavilbaso-Santa Coloma (véase Santa Coloma).
La donación fue aceptada por decreto el 30 de septiembre de 1918, con la firma del presidente Hipólito Yrigoyen, y el 3 de septiembre de 1920 se aceptó la donación ante el juzgado civil.

## La construcción
La construcción del chalet presidencial fue realizada en 1854 por Prilidiano Pueyrredón a pedido de Miguel José de Azcuénaga, hijo del brigadier Miguel. La posición de la casa sobre la barranca que antiguamente dominaba el Río de la Plata (actualmente más alejado de la antigua costa, debido a los posteriores rellenos costeros), influyó en el planteo arquitectónico, heterodoxo y romántico, elegido por su arquitecto. La casa fue pensada en términos de direcciones que irradian del centro hacia el paisaje lacustre. Fue planteada en terrazas de tres niveles que se achican hasta convertirse en un mirador. La planta tiene resonancias barrocas y ventanas muy amplias, cosa poco peculiar para la época. Debido a estas ventanas y su forma parecida a la de los palomares de la época, su dueño la llamaba «la pajarera».

## Presidentes
Ni Marcelo T. de Alvear ni Hipólito Yrigoyen (durante su segunda presidencia) decidieron vivir en la Quinta de Olivos, por lo que el presidente de facto José Félix Uriburu fue el primer mandatario argentino que la ocupó junto a su familia. Mientras que Agustín P. Justo y Juan Domingo Perón se encargaron de reformar y modernizar la propiedad de acuerdo a sus gustos personales, pero no la utilizaron como su residencia habitual. Fue nuevamente un presidente de facto; el general Pedro Eugenio Aramburu quien volvió a instalarse formalmente en Olivos. Arturo Frondizi fue el primer presidente constitucional en vivir con su familia en la quinta presidencial. A partir de allí los presidentes que menos tiempo pasaron en Olivos fueron Héctor Cámpora, quien durmió en la quinta solamente la noche del 20 de junio de 1973, ya que eligió vivir en su propio piso en Barrio Norte y Adolfo Rodríguez Saa, cuyo efímero paso por la presidencia solo le permitió permanecer en este lugar durante tres días. Desde el regreso de la democracia en 1983 vivieron allí los presidentes Raúl Alfonsín, Carlos Menem, Fernando de la Rúa, Eduardo Duhalde, Néstor Kirchner, Cristina Fernández de Kirchner, Mauricio Macri, Alberto Fernández y actualmente Javier Milei.

## Galería
Galería de fotos

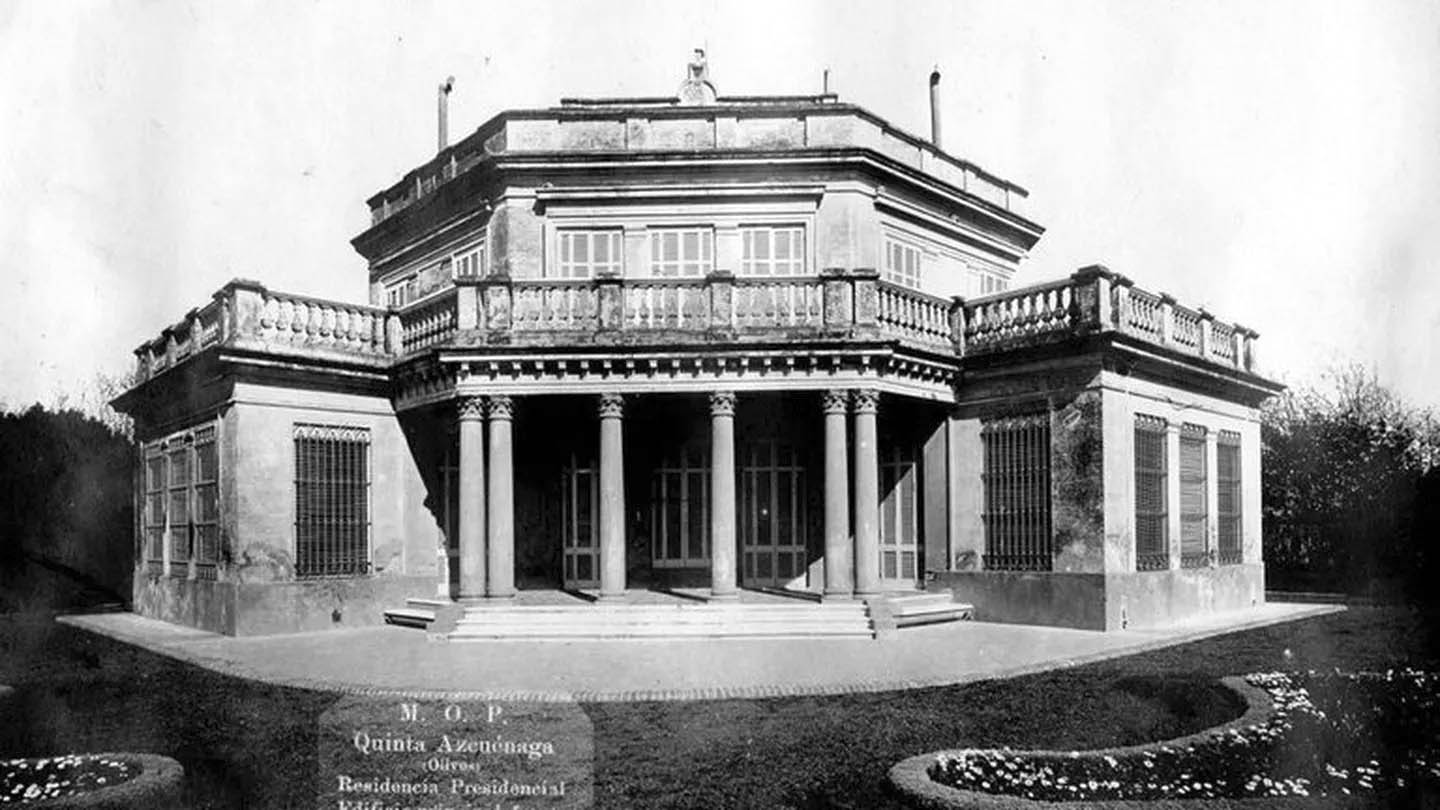
Casa principal en 1922.
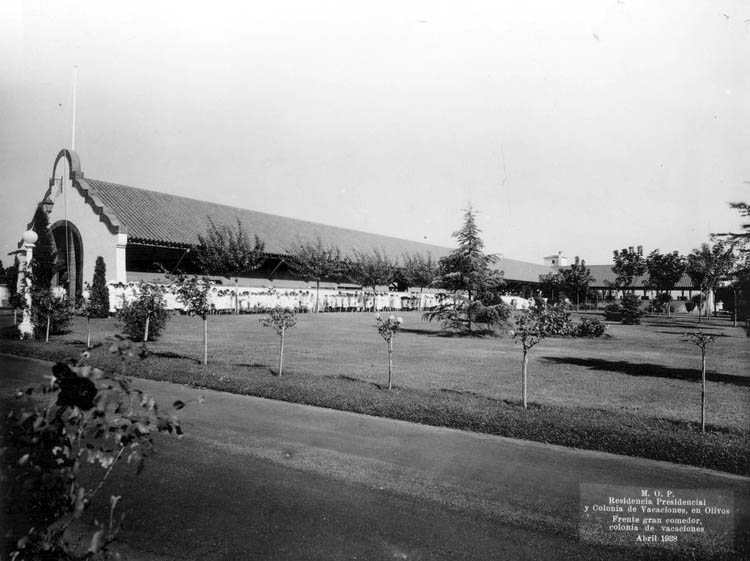
Comedor (1936).
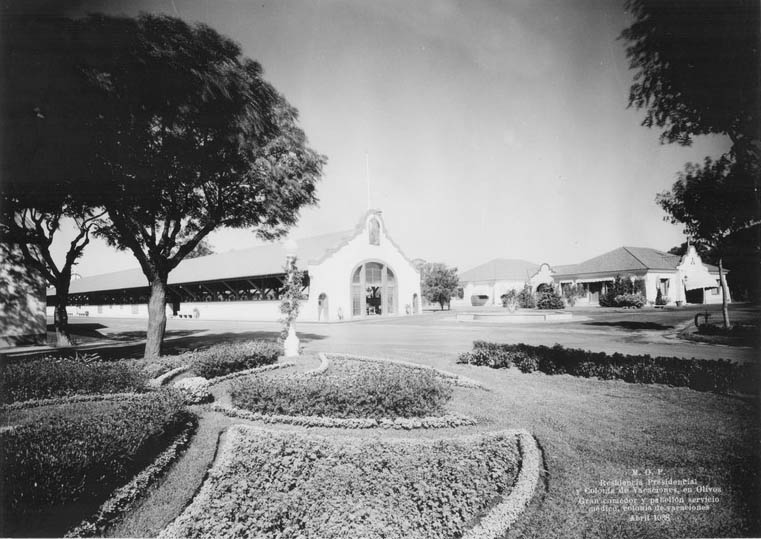
Comedor y servicio medico (1936).
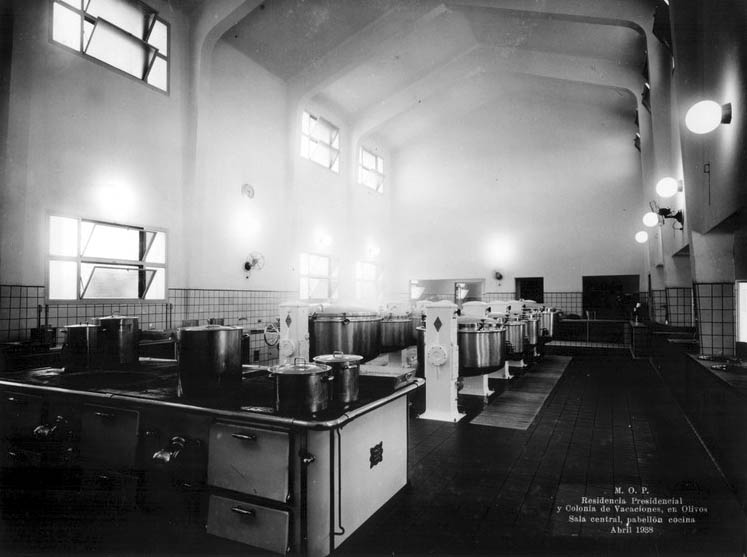
Pabellón de cocina (1938).
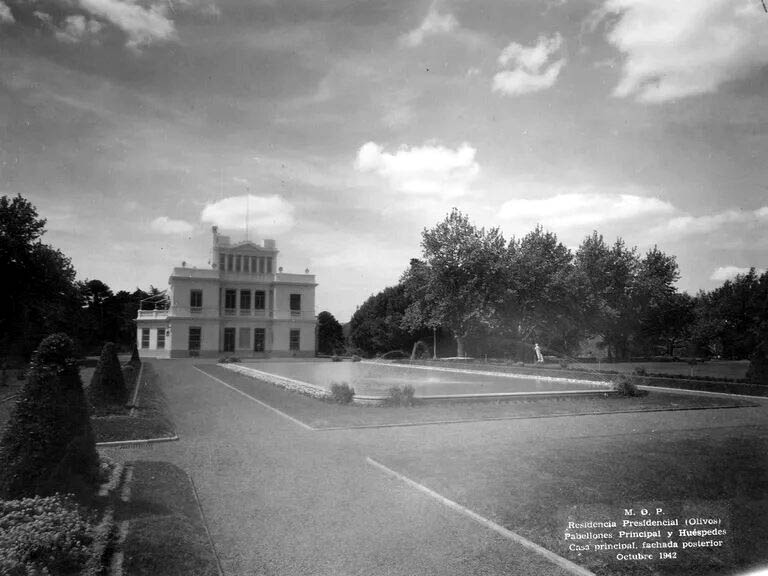
La residencia en 1942.
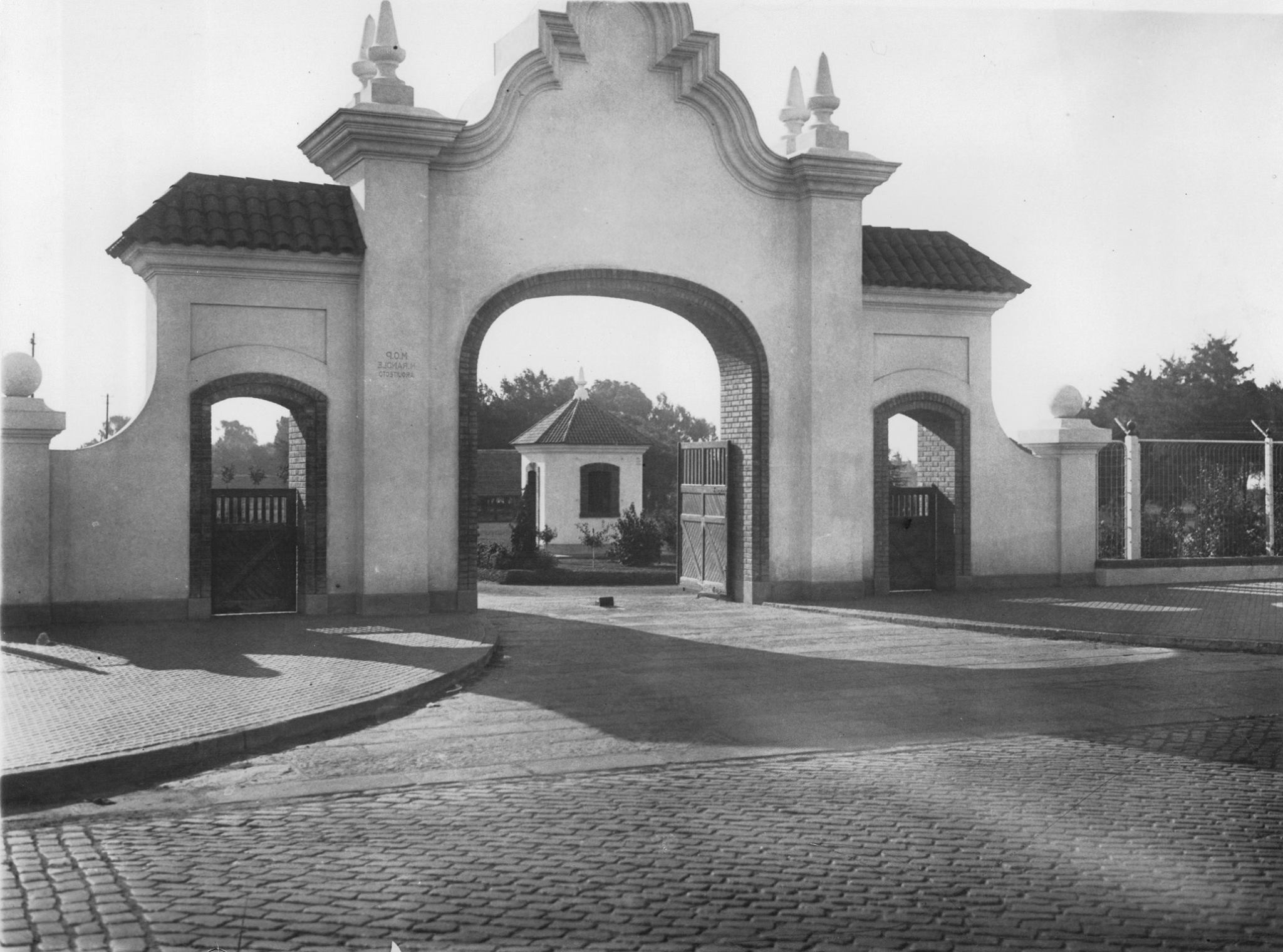
El portón de entrada en 1938.
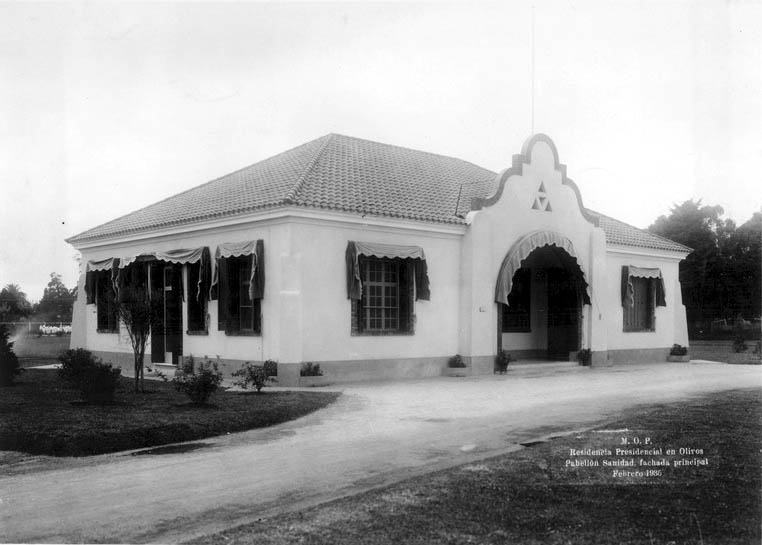
Pabellón sanidad, 1936.
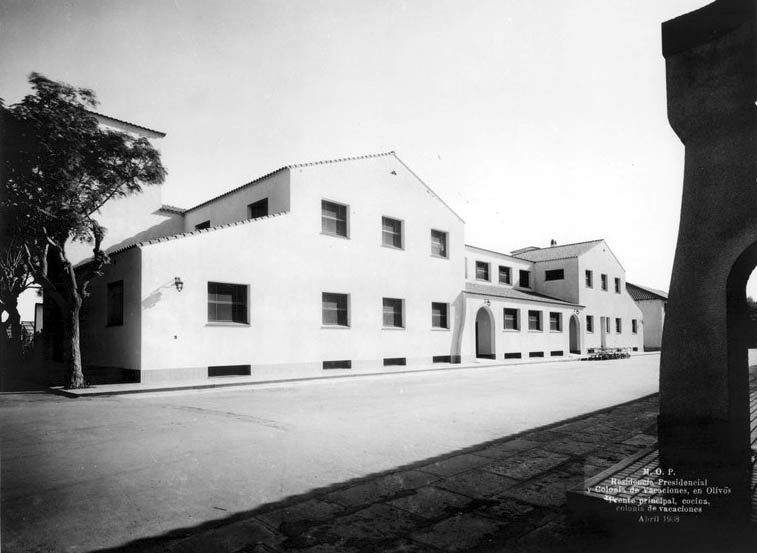
Frente principal de la cocina (1938).